# Ефимова, Елена Ивановна
Еле́на Ива́новна Ефи́мова (род. 1948, СССР) — русский мастер-ножовщик, заслуженный художник России, член Союза художников и творческого союза «Гильдия мастеров-оружейников». Участница шести специализированных оружейных и свыше двадцати зональных, всесоюзных, всероссийских и международных выставок. Работы находятся в частных и музейных собраниях, в том числе в собрании Государственного историко-культурного музея заповедника «Московский Кремль».

## Биография
В 1968 году окончила Абрамцевский Художественно-промышленный Колледж им. Васнецова, отделение художественной резьбы по кости. С 1968 по 1974 год, работала в Чукотской художественной мастерской «Северные сувениры», посёлок Уэлен. Свыше 35 лет работает в области ювелирного и декоративного искусства.

## Выставки
- 1985 — Всесоюзные выставки: «Молодежь страны Советов».
- 1986 — Зональные выставки «Художники Подмосковья».
- 1987 — Выставка в Манеже.
- 1987 — Международные выставки: Выставка декоративно-прикладного искусства в Болгарии
- 1998 — Москва, Государственный Исторический музей
- 1999 — Выставка работ мастеров «Гильдии» Российского фонда культуры.
- 2000 — В Оружейной Палате Государственного историко-культурного музея-заповедника «Московский Кремль»
- 2002 — Международная выставка искусств
- 2003 — Тульском Государственном музее оружия
- 2004 — Биенналее Успенской Звонницы Московского Кремля
- 2004 — Москва "Современное авторское художественное оружие" на Всероссийской юбилейной конференции, посвященной 35-летию со дня создания подразделений лицензионно-разрешительной работы МВД России.
- 2006 — Тульском Государственном музее оружия "Современное авторское холодное художественное оружие" в Тульском Государственном музее оружия,
- 2007 — Выставка в Манеже.1-й Международный фестиваль современного искусства "Традиции и современность" в Манеже
- 2014 — Выставка "Магия клинка" в МВК им. М.Т. Калшникова.

## Некоторые работы
- 1999 — Нож на подставке «Ягуар»
- 2000 — Нож «Неожиданная встреча»
- 2002 — Скульптурная композиция «Нежность»
- 2006 — Настольная композиция «Тигр и кабан» из авторская серия «Неожиданная встреча»
- 2006 — Настольная композиция «Медведь и моржи» из авторской серии «Неожиданная встреча»
- 2008 — Настольная композиция «Медведь и лахтак»

## Память России
- Работы художницы в Государственном Историческом Музее, Новом Иерусалиме, Сергиево-Посадском Государственном историко-художественном музее-заповеднике,
- Художественном Фонде Союза художников